# Grimsholmen
 (janvier 2024).
Si vous disposez d'ouvrages ou d'articles de référence ou si vous connaissez des sites web de qualité traitant du thème abordé ici, merci de compléter l'article en donnant les références utiles à sa vérifiabilité et en les liant à la section « Notes et références ».
Ne doit pas être confondu avec Grimsholmen (Sveio).
Grimsholmen est une réserve naturelle située dans la commune de Falkenberg, dans le comté de Halland, en Suède. Elle se trouve à 7,5 kilomètres au sud-est du centre de Falkenberg et couvre une superficie de 173 hectares, dont 70 de terre. La réserve est protégée depuis 1992 afin de préserver la lande côtière.

## Intérêt historique
Des vestiges de l'âge du bronze ont été découverts dans la réserve. À cette époque, il était courant d'enterrer les chefs de rang élevé dans des lieux surélevés près du rivage, comme à Grimsholmen. En conséquence, on y trouve un certain nombre de cairns et de motifs en pierre. Sur le cairn situé dans la partie la plus haute au nord de la réserve, on peut trouver un tombeau à chambre de pierre suffisamment grand pour nécessiter cinq dalles de plafond (takhällar).

## Faune et flore
La réserve de Grimsholmen abrite une riche diversité d'espèces animales et végétales. Elle est particulièrement reconnue pour ses populations d'oiseaux migrateurs et ses vastes zones de landes où fleurissent de nombreuses espèces de plantes endémiques.

## Activités
Grimsholmen offre des possibilités variées pour la randonnée, l'observation des oiseaux et la photographie de la nature. Des sentiers balisés permettent aux visiteurs de découvrir la réserve tout en respectant son écosystème fragile.

## Conservation
La gestion de la réserve naturelle de Grimsholmen est axée sur la préservation de son habitat naturel unique et de sa biodiversité. Des mesures sont prises pour protéger les espèces menacées et maintenir l'équilibre écologique de la région.

## Dans la culture
Grimsholmen, avec son paysage pittoresque et son riche passé historique, a inspiré plusieurs œuvres d'art et de littérature, devenant un symbole de la beauté naturelle et de l'histoire ancienne de la région de Halland.